# Le Paradis des riches
Le Paradis des riches és una pel·lícula francesa de Paul Barge realitzada el 1977 i estrenada el 1978.

## Sinopsi
Durant un viatge organitzat per un ajuntament, per alegrar la solitud de la gent gran a l'estiu, set "petits grans" van a visitar l'aeroport d'Orly i decideixen marxar un dia cap a Tahití.
Sense diners, s'organitzen vivint junts al mateix apartament i roben a les botigues per finançar el seu futur viatge tropical. Però un detectiu privat els segueix el rastre, contractat pels comerciants del barri, cansats d'aquests robatoris repetits. La "colla" el fa desaparèixer i decideix anar a Tahití...

## Repartiment
- Raymond Bussières : René
- Marcel Dalio : Mathieu
- Germaine Delbat : Lucile
- Lucien Hubert : Jean
- Lila Kedrova : Camille Chevallier
- Alexandre Rignault : Victor
- Andrée Tainsy : Albertine
- Georges Aubert : el vell
- Jacques Zanetti : el jove detectiu
- Sacha Briquet : comerciant
- Joseph Falcucci : un acompanyant
- Alain Floret : un acompanyant
- Alain Janey
- Michel Melki